# Бревурт, Том
Том Бревурт (англ. Tom Brevoort; род. 1967, США) — американский автор комиксов, один из известных сотрудников Marvel Comics, участвовал в создании комиксов «Гражданская война», «Новые Мстители» и «Фантастическая четвёрка». С 2007 года становится исполнительным редактором, а в январе 2008 года был назначен вице-президентом издательства.

## Биография
Том Бревурт стажировался в издательстве Marvel Comics, когда учился в колледже в 1989 году. Бревурт вспоминает: «Ну, очевидно, чтобы получить преимущество над тем, надо попасть в бизнес». Бревурт продолжал вспоминать: «В программе иллюстрации, которую я посетил в Университете штата Делавэр, старшие студенты должны были проходить стажировку в какой либо компании или учреждении, связанных с комиксами. В нашей первоначальной ориентации первокурсника глава отдела упомянул, что они ранее брали на стажировку одного студента в Marvel Comics, поэтому я подумал, что именно там я начну свою карьеру».
С 2007 года он занимал должность исполнительного редактора в Marvel Comics, отвечая за выходами серий комиксов о Новых Мстителях, Гражданской войне и Фантастической четвёрки.
В июле 2010 года Бревурт и его коллега Аксель начали работу на ежедневном портале Comic Book Resources, их первая совместная работа называлась «Marvel T & A», выходившая каждую неделю с работой Джо Кесада «Cup O' Joe».
4 января 2011 года Бревурт был назначен вице-президентом издательства Marvel Comics.

## Награды
- Eisner Award (1997)[10].